# EF-G
EF-G (elongation factor G) は、細菌のタンパク質の翻訳に関与する翻訳伸長因子であり、歴史的にはtranslocaseという名称でも知られる。EF-Gは GTPアーゼであり、tRNAとmRNAのリボソーム中の移動（トランスロケーション）を触媒する。

## 構造
大腸菌Escherichia coliのEF-GはstrオペロンのfusA遺伝子にコードされている。704のアミノ酸からなり、ドメイン I からドメインV の5つのドメインを形成する。N末端に位置するドメイン I は、 GTPを結合して加水分解することからGドメインまたはドメインI (G) と呼ばれることもあり、リボソームへの結合も担う。ドメインIVはトランスロケーションに重要であり、大きなコンフォメーション変化を伴ってリボソーム30SサブユニットのA部位に結合し、mRNAとtRNAをA部位からP部位へ押し出す。

5つのドメインは、2つのスーパードメインへ分けられる。スーパードメインIはドメインIとIIから成り、スーパードメインIIはドメインIIIーVから成る。トランスロケーションの過程を通じて、スーパードメインIはリボソームへの緊密な結合を担っており、構造は比較的変化しない。一方で、スーパードメインIIは、トランスロケーション前 (PRE) 状態からトランスロケーション後 (POST) 状態へ、大きな回転移動が起こる。POST状態のスーパードメインIIは、EF-Tu•GTP•アミノアシルtRNA三者複合体のtRNA分子を擬態している。

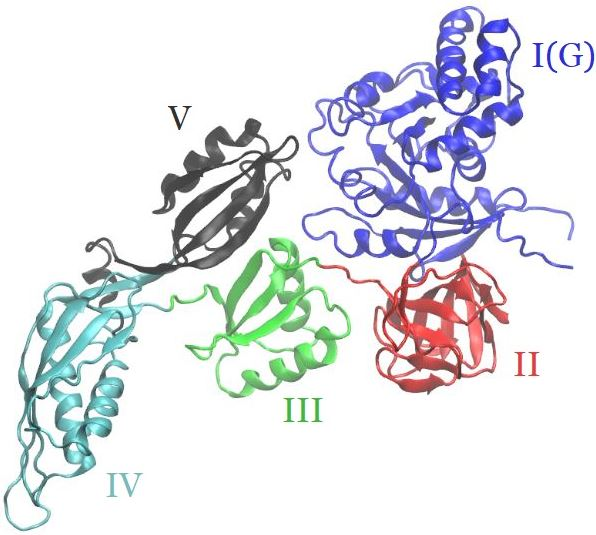
POST状態のEF-Gの結晶構造。 PDB ID:

### リボソーム上でのEF-G

#### L7/L12 への結合
リボソームタンパク質L7/L12は、細菌のリボソーム50Sサブユニットで唯一複数コピー存在するタンパク質であり、翻訳開始因子 IF2、伸長因子 EF-Tu、EF-G、終結因子RF3といったGTPアーゼを結合する。特に、L7/L12のC末端がEF-Gに結合し、GTPの加水分解に必要とされる。

#### GTPアーゼセンターとの相互作用
GTPアーゼセンター (GTPase Associated Center, GAC) は、L11ストーク (L11 stalk) とサルシン-リシンループ (sarcin-ricin loop, SRL) と呼ばれる23S rRNA上の2つの短い領域から構成される。SRLは進化上高度に保存されたrRNAのループ領域であり、GTPアーゼがリボソームに結合するのに重要であるが、GTPの加水分解には必須ではないとされている。一方で、SRLのA2662残基のリン酸部分の酸素原子がGTPの加水分解を助けることを支持するエビデンスも存在する。

P部位のtRNA(橙)、E部位のtRNA(緑)、mRNA(黄)、POST状態のEF-G(赤)を含む70Sリボソームのアニメーション。PDB

## 翻訳伸長における機能
EF-Gは、ポリペプチド鎖が伸長するごとに、tRNAとmRNAのリボソーム下流へのトランスロケーションを触媒する。ポリペプチド鎖の伸長過程では、 peptidyl transferase center (PTC) がアミノ酸間のペプチド結合の形成を触媒し、P部位のtRNAに結合したポリペプチド鎖をA部位のtRNAへ移動する。その結果、リボソームの50Sと30Sサブユニットは互いに関して約7° 回転できるようになる。サブユニットの回転はA部位とP部位のtRNAの3' 末端部分の移動と共役しており、A部位のtRNAは50SサブユニットのP部位へ、P部位のtRNAは50SサブユニットのE部位へ、それぞれ移動するが、30Sサブユニット側のアンチコドンループは移動しないままである。この、1つのtRNAがA/P部位のハイブリッド、もう1つのtRNAがP/E部位のハイブリッドの状態となった、回転したリボソーム中間体がGTPを結合したEF-Gの基質となる。
EF-GはGTPアーゼであるので、回転したリボソームのA部位の近傍にGTPが結合した状態で結合し、GTPをGDPとリン酸に加水分解してリン酸を放出する。
{\displaystyle {\ce {GTP + H2O -> GDP + P_{i}}}}
GTPの加水分解はEF-Gに大きなコンフォメーション変化を引き起こし、A/P tRNAが完全にP部位を占め、P/E tRNAが完全にE部位を占める (そしてリボソームから出ていく) ようにし、mRNAをリボソームに関して3ヌクレオチド分だけ下流に移動させる。その後、GDPが結合したEF-Gはリボソームから解離し、A部位は空となって伸長のサイクルが再開される。

## 翻訳終結における機能
翻訳伸長反応はmRNAに終止コドンが現れるまで継続される。クラスIの翻訳終結因子 (RF1、2) はリボソームのA部位が終止コドンのときに結合し、P部位のtRNA-ペプチド間の結合の加水分解を誘導することで、新生タンパク質がリボソームから出て行くことを可能にする。新生ペプチドはフォールディングを続けながら70Sリボソームを離れ、mRNA、脱アシル化された tRNA（P部位）、クラスI終結因子（A部位）が残される。
クラスI終結因子がクラスII終結因子 (RF3) によって取り除かれた後の過程は、リボソーム再生因子 (ribosome recycling factor, RRF)、翻訳開始因子IF3、そしてEF-Gによって触媒される。RRFがリボソームのA部位に結合すると、EF-GはGTPの加水分解による大規模なコンフォメーション変化によってRRFをリボソームの下流へ押し込む。それに伴ってtRNAが解離し、リボソームのサブユニットが回転する。この動きによって、30Sと50Sサブユニットを連結しているB2a/B2b bridgeが切り離され、リボソームのサブユニットは解離する。IF3は30Sサブユニットに結合し、サブユニットの再会合を防ぐ。

## 臨床的重要性
病原性細菌のEF-Gは、抗生物質の標的となっている。抗生物質によって、EF-Gのリボソームへの結合、トランスロケーション、リボソームからの解離などが阻害される。
例えば、チオストレプトンはEF-Gがリボソームに安定して結合するのを防ぐ。DityromycinとGE82832はEF-Gのリボソームへの結合には影響を与えないが、EF-GによるA部位のtRNAのトラスロケーションが阻害される。
フシジン酸は、 黄色ブドウ球菌Staphylococcus aureusや他の細菌の生育を阻害することが知られており、EF-Gによるトランスロケーションが起こった後に結合してEF-Gがリボソームから解離するのを防ぐ。しかしながら細菌のいくつかの系統では、fusA 遺伝子の点変異によってフシジン酸のEF-Gへの結合が防がれており、それによって薬剤耐性が獲得されている。

## 進化
翻訳伸長因子は生物の3つのドメインの全てで存在し、リボソームで同様の機能を果たしている。EF-Gの真核生物と古細菌のホモログはそれぞれeEF2とaEF2である。細菌 (と一部の古細菌) では、EF-GをコードするfusA遺伝子は、保存されたstrオペロンの中に5′ - rpsL - rpsG - fusA - tufA - 3′ の順序で見つかる。一方、スピロヘータ門、プランクトミケス門、デルタプロテオバクテリア綱（"spd"グループ）のいくつかの種には、 spdEFG1とspdEFG2という、他の2つの主要なEF-Gが存在し、機能分担がなされていることが示唆される。
ミトコンドリアの翻訳伸長因子mtEFG1とmtEFG2は、それぞれspdEFG1とspdEFG2から進化したと考えられる。タンパク質の翻訳におけるEF-Gの2つの役割（伸長と終結）は、ミトコンドリアの伸長因子では分担して行われており、mtEFG1はトランスロケーションを、mtEFG2はミトコンドリアのRRFとともに翻訳の終結と再生を担っている。